# Durnesh Lough SPA
Durnesh Lough SPA este o arie protejată (arie de protecție specială avifaunistică — SPA) din Irlanda întinsă pe o suprafață de 144,41 ha, integral pe uscat.

## Localizare
Centrul sitului Durnesh Lough SPA este situat la coordonatele 54°34′25″N 8°11′18″W / 54.573592°N 8.188339°V.

## Înființare
Situl Durnesh Lough SPA a fost declarat arie de protecție specială avifaunistică în iulie 2010 pentru a proteja 6 specii de animale.

## Biodiversitate
Situată în ecoregiunea atlantică, aria protejată nu include niciun habitat protejat.
La baza desemnării sitului se află mai multe specii protejate de  păsări (6): Anser albifrons flavirostris, rață-cu-cap-castaniu (Aythya ferina), Aythya marila, Bucephala clangula, lebădă de iarnă (Cygnus cygnus), corcodel mic (Tachybaptus ruficollis).
Pe lângă speciile protejate, pe teritoriul sitului au mai fost identificate 1 specie de plante, 1 specie de păsări.